# Christine Niederberger
Christine Niederberger Betton (Burdeos; siglo XX - Ciudad de México; 2001) fue una arqueóloga francesa. Es conocida especialmente por sus aportes a la arqueología de las culturas precolombinas del Preclásico del Centro de México y de la región de Guerrero.

## Primeros años
Inició sus estudios en la École Nationale des Langues Orientales en 1954, mismos que interrumpió por motivos familiares. Más tarde, de 1965 a 1968, se formó como arqueóloga en la Escuela Nacional de Antropología e Historia de México. Sus primeras exploraciones arqueológicas la llevaron a Tlapacoya, y más precisamente al yacimiento arqueológico de Zohapilco. Los resultados de estas excavaciones fueron publicados en su tesis de 1974, titulada Zohapilco. Cinco milenios de ocupación humana en un sitio lacustre de la Cuenca de México. En 1981, Christine Niederberger obtuvo su doctorado en la Escuela de Altos Estudios en Ciencias Sociales de París. Su investigación doctoral, dirigida por Jean Guilaine, fue titulada Paléopaysages and pre-urban archaeology of the basin of Mexico. Esta tesis fue publicada en 1987 por el Centre des Études Mexicains et Centraméricaines (CEMCA).

## Trayectoria
Ha participado en investigaciones en artefactos de molienda para la identificación de restos de maíz en la zona de Xochimilco de más de 6,000 años de antigüedad, para determinar la agricultura de estas comunidades lacustres, su desarrollo y el sedentarismo como estilo de vida . 

## Obra
- 1976. Zohapilco. Cinco milenios de ocupación humana en un sitio lacustre de la Cuenca de México, INAH, Colección Científica, México
- 1979. Early Sedentary Economy in the Basin of Mexico, Science, pp. 132-142, American Association for the Advancement of Science, Washington D. C.
- 1987. Paléo-paysages et archéologie pré-urbaine du Bassin de México, Christine Niederberger, Centre d’études mexicaines et centraméricaines (CEMCA), coll. Études Mésoaméricaines, 2 vols, México
- 1990. L’imaginaire collectif et l’art sacré de la Mésoamérique ancienne, mesa redonda presidida por J. Soustelle, Exposition Art précolombien du Mexique, Grand Palais, París
- 1994. Introducción y presentación de la obra Entre lagos y volcanes: Chalco-Amecameca pasado y presente, en Colegio Mexiquense (febrero de 1994), UAM-Ixtapalapa, Toluca
- 1995. Early Mesoamerica: a non-diffusionist perspective from Central Highlands and Western Mexico, en Princeton Symposium on the Olmec (16 de diciembre de 1995), International Symposium organizado por The Art Museum, Princeton University en conjunto con la exhibición The Olmec World. Ritual & Rulership, Princeton
- 1996a. Mesoamerica: Genesis and First Developments, en A. H. Dani y J.-P. Mohen (eds), History of Humanity. Scientific and Cultural Development, II. From the Third Millenium to the Seventh Century BC, UNESCO/Routledge, París/Londres, pp. 462-475
- 1996b. The Basin of Mexico: a Multimillenial Development toward Cultural Complexity, en E. P. Benson y B. de la Fuente (eds), Olmec Art of Ancient Mexico, National Gallery of Art/H. N. Abrams, Inc., Washington/New York, pp. 83-93
- 1996c. Olmec Horizon Guerrero, en E. P. Benson y B. de la Fuente (eds), Olmec Art of Ancient Mexico, National Gallery of Art/H. N. Abrams, Inc., Washington/New York, pp. 95-103
- 1996d. Paisajes, economía de subsistencia y agrosistemas en Mesomérica a principios del siglo xvi, en S. Lombardo y E. Nalda (eds), Temas mesoamericanos, INAH, pp. 11-50
- 1997. An approach to Paleolithic Technology and Art in Middle America, en The Dictionary of Art, MacMillan Publishers, Londres
- 1998. Las sociedades mesoamericanas antiguas, en Historia de América Latina, I, UNESCO, París, cap. 6